# 365 dni (powieść)
365 dni – polska powieść erotyczna Blanki Lipińskiej wydana w 2018 nakładem wydawnictwa Edipresse Polska.
Powieść była nominowana do nagrody Bestsellery Empiku w kategorii literatura polska. Książka rozeszła się w nakładzie ponad 100 tys. egzemplarzy.
Powieść została zekranizowana, a film 365 dni wyreżyserowała Barbara Białowąs. Premiera filmu odbyła się w 2020, a główne role zagrali w niej Anna-Maria Sieklucka jako Laura Biel i Michele Morrone jako Don Massimo Torricelli. Film był najczęściej oglądaną polską produkcją w kinach w 2020, za co został nagrodzony Bursztynowymi Lwami podczas 45. Festiwalu Polskich Filmów Fabularnych w Gdyni. Po międzynarodowej premierze na Netflixie ekranizacja była najpopularniejszym filmem na tej platformie w 2020.

## Fabuła
Laura leci z partnerem i grupą przyjaciół na Sycylię. W dniu swoich 29. urodzin zostaje porwana przez Massimo Toricelliego, szefa sycylijskiej rodziny mafijnej, który po postrzale ujrzał twarz Laury. Odzyskawszy przytomność, poprzysiągł sobie, że zdobędzie kobietę, którą ujrzał.